# Obszar aktywny

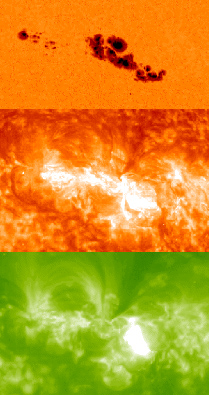
Obszar aktywny obserwowany w trzech różnych zakresach promieniowania (od góry): zakres widzialny (MDI/SOHO) -- poziom fotosfery, zakres ultrafioletowy linia helu II 30,4 nm (EIT/SOHO) -- poziom chromosfery, zakres ultrafioletowy linia Fe XII 19,5 nm (EIT/SOHO) -- poziom korony. Rozmiar przedstawionego obszaru aktywnego w zakresie widzialnym jest 30 razy większy niż rozmiar Ziemi. W linii He II możemy zaobserwować w miejscu obszaru aktywnego pojaśnienia chromosferyczne. W linii Fe XII obserwujemy wznoszące się nad jasnym obszarem aktywnym struktury pętlowe. Źródło: SOHO

Obszar aktywny to obszar atmosfery słonecznej, w którym obserwuje się całe spektrum zjawisk aktywnych na wszystkich poziomach tej atmosfery. Poszczególne zjawiska aktywne pojawiają się w zależności od stanu rozwoju obszaru aktywnego.
Pojawianie się nowego obszaru aktywnego jest związane z wynurzaniem się wiązki pola magnetycznego, tworzonego w procesie dynama u podstaw strefy konwekcyjnej. W zależności od natężenia pola i skomplikowania wiązki w poszczególnych warstwach atmosfery obserwuje się różne zjawiska. 
W fotosferze na obszar aktywny składają się:
- dwubiegunowe obszary pól magnetycznych
- pochodnie fotosferyczne
- plamy lub grupy plam słonecznych o różnym stopniu rozwoju

W chromosferze obserwowane są:
- pola pochodni chromosferycznych
- protuberancje
- rozbłyski chromosferyczne

W koronie obserwowane są:
- jasne pętle rentgenowskie
- proporce koronalne
- rozbłyski rentgenowskie
- koronalne wyrzuty masy

Rozmiary oraz czas życia obszaru aktywnego mogą być bardzo różne. Najmniejsze, efemeryczne obszary aktywne, istnieją ledwie kilkanaście godzin, największe nawet kilka miesięcy.